# Cerasolo
Cerasolo is een plaats (frazione) in de Italiaanse gemeente Coriano.